# Sarah Fahr
Sarah Luisa Fahr est une joueuse italienne de volley-ball née le 12 septembre 2001 à  Kulmbach, en Allemagne. Elle a remporté avec l'équipe d'Italie la médaille d'or du tournoi féminin aux Jeux olympiques d'été de 2024, organisés à Paris.